# Schlierbach, Luzern
Schlierbach är en ort och kommun i distriktet Sursee i kantonen Luzern, Schweiz. Kommunen har 988 invånare (2023).